# Murad 4.
Murad 4. (født 26/27. juli 1612, død 8/9. februar 1640), var sultan af Det Osmanniske Rige  fra 1623 til 1640. 

Han var søn til sultan Ahmed I (1603–17) og Kösem og efterfulgte sin farbror Mustafa 1. i 1623. Den reelle regent under hans første regeringstid var hans mor. Først i 1632 begyndte han at spille en rolle som regent. Dette år påbegyndte han oprustning til en krig i Persien, der blev afsluttet i 1639, da blandt andet Bagdad blev erobret. I Europa opretholdt Murad 4. fredlige forbindelser med Østrig og Venedig. På grund af oprør blandt tatarerne på Krim var Det Osmanniske Riges indflydelse dér svag. 

## Eksterne links
- Wikimedia Commons har flere filer relateret til Murad 4.